# Black Boy
Black Boy är den första delen av Richard Wrights självbiografi från 1945.
Den beskriver författarens egen barn- och ungdom i rasismens Mississippi under tidigt 1900-tal. 
Uppföljaren Hunger i Amerika gavs ut postumt 1978, eftersom Wright dragit tillbaka den vid utgivningen av Black Boy.